# Ballerina (film 2016)
Ballerina è un film d'animazione del 2016 Eric Summer e Éric Warin. Prodotto fra Francia e Canada, il film è stato diffuso con il titolo di Leap! negli Stati Uniti.

## Trama
Félicie Milliner è una ragazzina che sin da piccola ha sempre vissuto in un orfanotrofio in Bretagna. La ragazzina inoltre nutre una forte passione per la danza. Dopo la sua ennesima tentata fuga viene scoperta dal suo migliore amico Victor e lui le mostra una foto dell’Opera de Paris, un teatro dove insegnano la danza classica. Quella stessa sera i due fuggono dall’orfanotrofio diretti a Parigi e dopo un rocambolesco inseguimento salgono su un treno dove si addormentano. Il mattino seguente vengono però separati da un incidente e Félicie si ritrova a vagare per la città da sola. Mentre passeggia si ritrova davanti all’Opera e una volta entrata rimane estasiata dall’esibizione della prima ballerina Rosita Mauri. Viene poi scoperta dal custode che, credendola una ladra sta per consegnarla alla polizia ma viene difesa dalla donna delle pulizie Odette. Dopo aver seguito Odette fino a casa di quest’ultima (dove è al servizio della perfida Régine Le Haut) la aiuta a lavare le scale e si trasferisce da lei. Mentre pulisce finisce per errore nella stanza/palestra di Camille, figlia di Régine, che viene obbligata a un durissimo allenamento per diventare una ballerina e attende la lettera dall’Opera. Qui viene umiliata e le viene distrutto il carillon (unico ricordo della madre) da Camille. Il giorno seguente il postino consegna la lettera di ammissione all’Opera per Camille ma lei la ruba e si presenta fingendosi quest‘ultima. All’inizio è imbranata anche perché non ha idea di cosa sia la danza classica e l’insegnante Louis Mérante inizia a fare le selezioni per la parte di Clara nello schiaccianoci con Rosita. Felicie inizia ad allenarsi in segreto con Odette che nel frattempo si affeziona a lei. La ragazza con il tempo diventa sempre più brava e si fidanza con il ballerino russo Rudolph. Una sera dopo essere uscita con Victor, Regine la sente parlare con quest’ultimo e scopre l’inganno. Il giorno seguente Felicie è costretta a rivelare la sua vera identità a Merante che però le dà un’altra possibilità per avere la parte. Anche Camille inizia a seguire le lezioni e alla fine rimangono solo loro due. La sera prima dell’ultima selezione Felicie litiga con Victor e Rudolph e passa una notte insonne; l’indomani durante la prova cade ripetutamente e perde la parte e il posto all’Opera. Regine la fa subito rispedire all’orfanotrofio dove va in depressione; una notte sogna però sua madre che danza e comprende che era una ballerina, così riprende coraggio e torna a danzare allenandosi sul tetto. Quella notte dopo aver tentato di fuggire viene aiutata dal custode che la accompagna a Parigi: qui incontra Odette che è stata licenziata da Regine e ora lavora all’Opera. Si scusa anche con Victor, che le ha riparato il carillon. Poi sfida Camille e le due lottano fino a che Felicie sorprende tutti dando prova del suo talento e bravura eseguendo il Grand’jete in mezzo alla sala. Lei e Camille diventano amiche e Felicie ottiene la parte però quando cerca di incontrare Victor, Regine le tende un agguato e cerca di ucciderla ma Victor la salva e si mettono insieme. Felicie può finalmente danzare con Rosita e il film si conclude con ciascun personaggio ha ottenuto ciò che voleva: Victor inventore, Merante sposa Odette e Felicie che è diventata ballerina.

## Personaggi
- Félicie Milliner: È la protagonista del film, una ragazzina che sin da bambina ha vissuto in Bretagna in un orfanotrofio insieme al migliore amico Victor. L'unico ricordo che Félicie ha dei suoi genitori è un carillon con una ballerina che porta sempre con sé. Giunta a Parigi con Victor dopo essere scappata dall'orfanotrofio frequenterà il corso di danza dell'Opéra fingendosi Camille, dove s'innamorerà del ballerino russo Rudolph. Non conosce la danza classica e subirà più volte cattiverie da parte di Camille e di sua madre Régine, ma grazie alla sua bontà e passione realizzerà il suo sogno alla fine Félicie si innamora di Victor che ricambia.
- Victor: è un ragazzino orfano di 11 anni, migliore amico di Félicie per la quale ha una cotta segreta. Sogna di diventare inventore e una volta fuggito a Parigi con Félicie, comincerà a lavorare con l'inventore Gustave Eiffel alla fine si fidanzerà con Félicie.
- Camille Le Haut: è una ragazzina di 11 anni bionda e presuntuosa, che si rivela essere la ragazzina più odiosa di Parigi. Ricca ed ambiziosa, Camille è obbligata dalla madre ad allenarsi costantemente per divenire la ballerina migliore dell'Opera, peraltro con talento e quando le arriverà la lettera d'ammissione, Félicie coglierà l'occasione per fingersi lei e frequentare il corso di danza. Inizialmente ostile verso Félicie, tanto da gettarle il suo prezioso carillon dalla finestra, la sfiderà in un duello dove capirà la forte passione di Félicie per la danza, diventandone infine amica.
- Odette: è una donna dall'apparenza ostile e scontrosa ma nella sua vera natura è dolce, che lavora come sguattera per Régine Le Haut, madre di Camille oltre che all'Opéra. Odette in passato era la prima ballerina dell'Opera ma quando un incendio scoppiò sul palcoscenico, ebbe un incidente nel quale si ruppe una gamba e che la obbligò a camminare con un bastone. Chiusa in se stessa a causa dell'incidente, da Félicie riavrà la forza di sorridere e al tempo stesso le darà lezioni di danza che la renderanno valida.
- Louis Mérante: è il severo ed esigente maestro di danza dell'Opéra ma nella sua vera natura ha un cuore d'oro. Inizialmente non vede di buon occhio Félicie perché la ragazza non impara i passi (ma anche per un altro motivo: credendola Camille Le Haut, pensa che si tratti della tipica ragazzina ricca introdotta nella sua classe come niente), ma data la sua dedizione le offrirà una possibilità dopo aver scoperto l'inganno e infine le darà il suo sostegno. È segretamente innamorato di Odette.
- Régine Le Haut: è l'antagonista principale del film. È una donna meschina e crudele, proprietaria di un ristorante. È la madre di Camille che costringe ad allenarsi senza sosta, pressandola pur di farla essere la migliore. Invidiosa del talento di Félicie, farà di tutto per impedirle di oscurare sua figlia. Al che Félicie proseguirà il corso, Régine proverà perfino ad ucciderla (e la sua stessa figlia ha tentato vanamente di fermarla), fallendo nel tentativo e venendo sconfitta.
- Rudolph: Un giovane ballerino russo di 12 anni amato dalle allieve per il suo bell'aspetto, ma nella sua vera natura è superficiale, vanitoso e snob. S'innamora di Felicie, ma quando incontra Victor diventa geloso di lui e lo sbeffeggia dandogli del mendicante.
- Mathurin: Un ragazzino con gli occhiali che diventerà amico e collega di Victor nello studio di Gustave Eiffel.

## Colonna sonora
Nella versione italiana, la colonna sonora di Ballerina comprende la canzone Tu sei una favola interpretata da Francesca Michielin. Inoltre è stata usata la prima volta il giorno 13 marzo 2017 all'interno della trasmissione Voci del mattino, in onda alla mattina su Rai Radio 1 con Paolo Salerno. In una scena del film è presente anche il brano di Demi Lovato Confident.

## Distribuzione
Il film è uscito in Francia e in Canada il 14 dicembre 2016, mentre in Italia è uscito il 16 febbraio 2017. Negli Stati Uniti è uscito il 25 agosto 2017. Il film è distribuito da Videa.

## Accoglienza

### Incassi
A fronte di un budget di 30 milioni di dollari, il film ne ha incassato 106 al botteghino.

### Critica
Su Rotten Tomatoes il film ha ricevuto il 75% dell'apprezzamento ed un voto di 7 su 10 sulla base di 32 recensioni. Il responso su tale piattaforma è stato più negativo per la versione statunitense del film: Leap!, che ha una percentuale di gradimento del 52% sulla base di 92 recensioni con un voto di 5.20 su 10. Su Metacritic il film ha ricevuto un voto di 48 su 100 sulla base di 18 recensione. Sulla piattaforma francese AlloCiné, il film ha ricevuto il voto di 3,5 su 5 sulla base di 17 recensioni, mentre su CinemaScore il film ha ricevuto la valutazione "A" in una scala da "A" a "F".